# 아시안 하이웨이 9호선
아시안 하이웨이 9호선(AH9)은 중화인민공화국 장쑤성 롄윈강시에서 출발하여 카자흐스탄을 거쳐, 러시아의 상트페테르부르크까지 이르는 아시안 하이웨이 노선으로, 총 연장은 약 9,222 km를 이룬다. 중국 대륙에서는 롄훠 고속공로가 해당 노선의 일부를 이룰 가능성이 가장 높다.

## 주요 경유지
- 중국[1]
  - 롄윈강시 - 우루무치시 - 훠얼궈쓰시
- 카자흐스탄
  - 타라즈 - 심켄트 - 키질로르다 - 악퇴베 - 자이산(영어판)
- 러시아
  - 사가르친(영어판) - 오렌부르크 - 사마라 - 톨리야티 - 울리야놉스크 - 모스크바 - 상트페테르부르크